# Leandra neurotricha
Leandra neurotricha är en tvåhjärtbladig växtart som beskrevs av Célestin Alfred Cogniaux. Leandra neurotricha ingår i släktet Leandra och familjen Melastomataceae. Inga underarter finns listade i Catalogue of Life.